# 吉原光
吉原 光（よしはら ひかる、7月28日 - ）は、日本の男性声優。神奈川県出身。賢プロダクション所属。

## 略歴
スクールデュオ19期生。

## 人物
中学時代は声優ラジオをよく聴いていた。何度かメールも採用されたが、システムを理解しておらず毎回ラジオネームを変えていた。
お笑い芸人の深夜ラジオに入れ込んでおり、ネタメールを投稿するも採用はされないという。
特技はちょっとの運。趣味は歩くこと、深夜ラジオ聴取。中華料理を好むが、オムライスも好きだという。
次男である。

## 出演

### テレビアニメ
2020年
- もっと!まじめにふまじめ かいけつゾロリ（手下）

2021年
- SK∞ エスケーエイト（ギャラリー）

2023年
- ふしぎ駄菓子屋 銭天堂（街の人）
- 江戸前エルフ（村井・夫、歌声、氏子たち）
- 天国大魔境（種豚7号）
- 鴨乃橋ロンの禁断推理（生徒）
- 冒険者になりたいと都に出て行った娘がSランクになってた
- 名探偵コナン（店長）

2024年
- 異修羅（奴隷密売人）
- 刀剣乱舞 廻 -虚伝 燃ゆる本能寺-（徳川兵、明智軍）
- Unnamed Memory（2024年 - 2025年、ゲート） - 2シリーズ

2025年
- LAZARUS ラザロ（ギャング）

### 劇場アニメ
- PSYCHO-PASS サイコパス 3 FIRST INSPECTOR（2020年、パイロット、入国者学生）

### Webアニメ
- 最強でんでん（2022年、下水道カメ）

### ゲーム
- 三国志ブラスト-少年ヒーローズ-（2020年、華雄、董卓）
- セブンナイツ2（2020年）
- 明治活劇 ハイカラ流星組 -成敗しませう、世直し稼業-（2020年）
- Halo Infinite（2021年）
- ポケモンマスターズEX（2023年）
- ファイナルファンタジーVII リバース（2024年）
- 百英雄伝 (ザビィ[10]）
- プロジェクトセカイ カラフルステージ! feat. 初音ミク（2025年）

### 吹き替え

#### 映画
- アーミー・オブ・シーブズ
- 赤と白とロイヤルブルー
- アマチュア（CIA職員1[11]）
- エンド・オブ・ロード
- グッドナイト・マミー
- 黒い司法 0%からの奇跡（ジョン・マクミリアン〈C・J・ルブラン〉）
- ザ・スーベニア 魅せられて（フランキー）
- SEOBOK/ソボク
- ハロウィンの呪文 ブリッジホローは大騒ぎ!?（ジャック）
- ミッキー17（チャーリー〈アンガス・イムリー〉[12]）
- リトル・ラブ・オブ・マイン
- ワン・ナイト・イン・バンコック（サウット）

#### ドラマ
- アウターレンジ -領域外-
- ウェントワース女子刑務所
- ヴォルテール高校へようこそ（ロブラック）
- FBI: 特別捜査班
- カササギ殺人事件（フレデリック・パイ、フレディ・コンウェイ、クリス・フレッチャー）
- ギレルモ・デル・トロの驚異の部屋
- クイーン・オブ・ザ・サウス 〜女王への階段〜
- ザ・グローリー 〜輝かしき復讐〜（ジョンホン）
- THE SINNER -隠された秘密-（ヴァーン・ノヴァック）
- ザ・スタンド（ニック・アンドロス〈ヘンリー・ザガ〉）
- CSI: ベガス（タイナー 他）
- ジェイコブを守るため（デレク・ヨー）
- SEAL Team/シール・チーム
- HALO（エイドゥン、十代のジョン）
- ヒール: レスラーズ
- フィジカル2
- 保健教師アン・ウニョン（ミヌ）
- 令嬢アンナの真実
- レベル 正義の反逆者（アミール）
- LAW & ORDER:性犯罪特捜班（カッター 他）
- 私の"初めて"日記（ナーデェシュ）

#### アニメ
- ビッグシティ・グリーン（美容師男2 他）
- ミッチェル家とマシンの反乱（2021年）
- カンフー・パンダ: 龍の戦士たち（2022年）
- マスターオブスキル For the GLORY（2023年、林雪原[13]）
- スーパーチームフォー（2023年、ストームドレイン）

### ナレーション
- スリーエム（企業VP）
- The PERFECT LIVE-丸くなるな、星になれ。-（番宣ナレーション）
- ファミリーマート（店内ナレーション）

### ボイスオーバー
- 移民国家は語る
- インターネットで最も嫌われた男（ジェフ・カークパトリック）
- 宇宙の巨人たち 新時代への挑戦
- カー・マスターズ 〜スクラップがお宝に変わるまで〜
- 潜入!世界の危険な刑務所
- 5ファースト・デート（ジャスティン）
- 夢のビーチハウス
- ワールド極限ミステリー

### シリーズ一覧
1. ↑  第1期（2024年）、第2期『Act.2』（2025年）